# ミクロフ
ミクロフ（Mikulov）は、チェコの都市。オーストリアとチェコの国境に位置している。ドイツ語ではニコルスブルク（Nikolsburg）と称される。人口は約7600人（2004年）。

## 概要
オーストリア・チェコ国境に位置しており、オーストリアのウィーンと、チェコ・モラヴィア地方を代表する都市であるブルノを結ぶ幹線道路が、ミクロフ近くを通過している。近隣の都市としては、約20キロ東のブジェツラフや、25キロ南のミステルバッハ（オーストリア領）などが挙げられる。
1866年に起こった普墺戦争においては、この地で暫定的な講和条約としてニコルスブルク仮条約が結ばれた。かつてはこの地に大規模なユダヤ人コミュニティがあったが、戦間期から第二次世界大戦における迫害で壊滅的な打撃を受けた。また、この頃まではドイツ系住民が多く居住していたが、第二次世界大戦後にドイツ系住民が追放されたため、ドイツ系住民の数は大きく減少した。

## 姉妹都市
- バルデヨフ、スロバキア
- Katzrin、イスラエル
- シュムペルク、チェコ
- ガランタ、スロバキア
- Tuchów、ポーランド
- Laa an der Thaya、オーストリア

## 写真

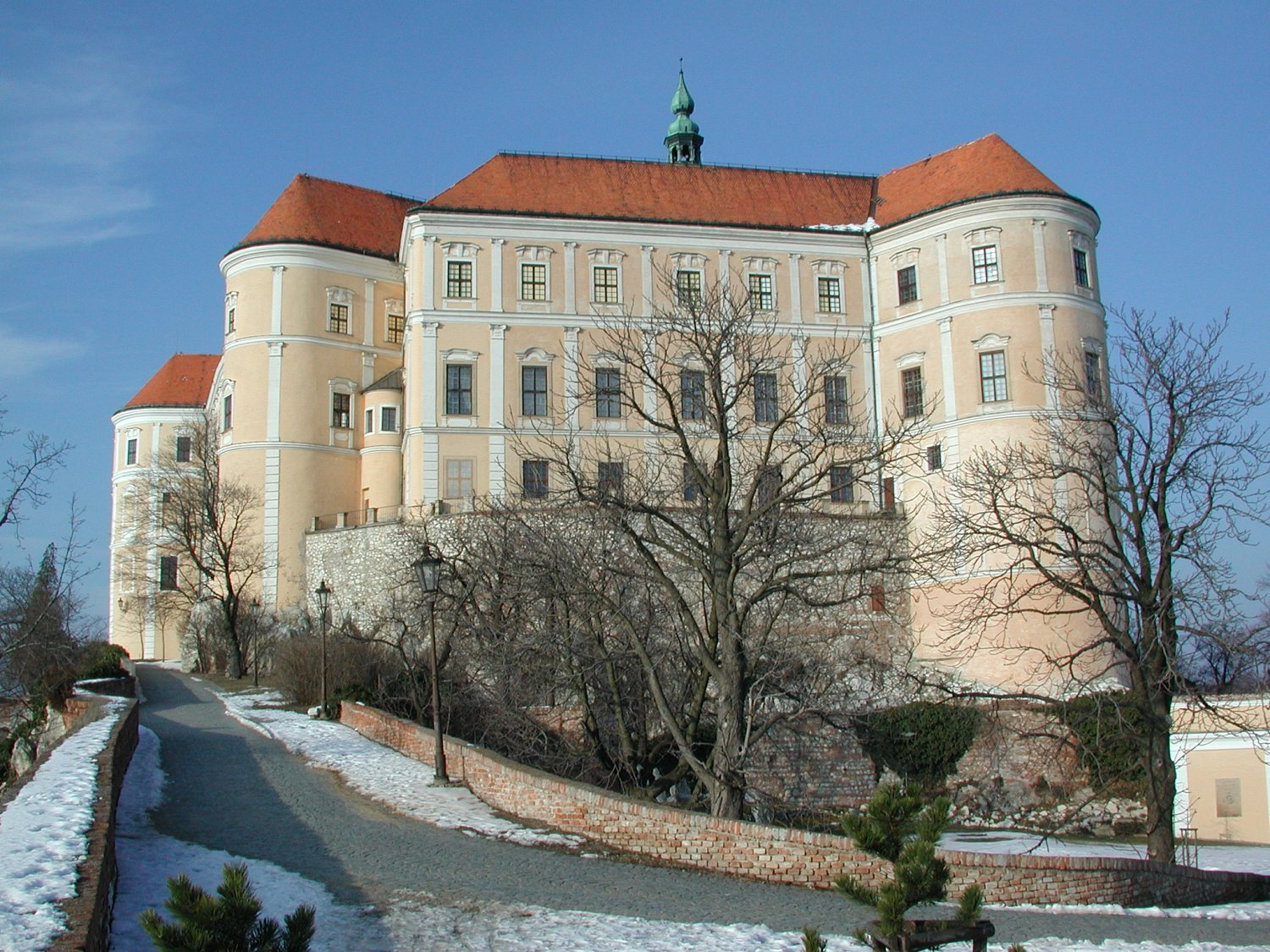
ミクロフ城
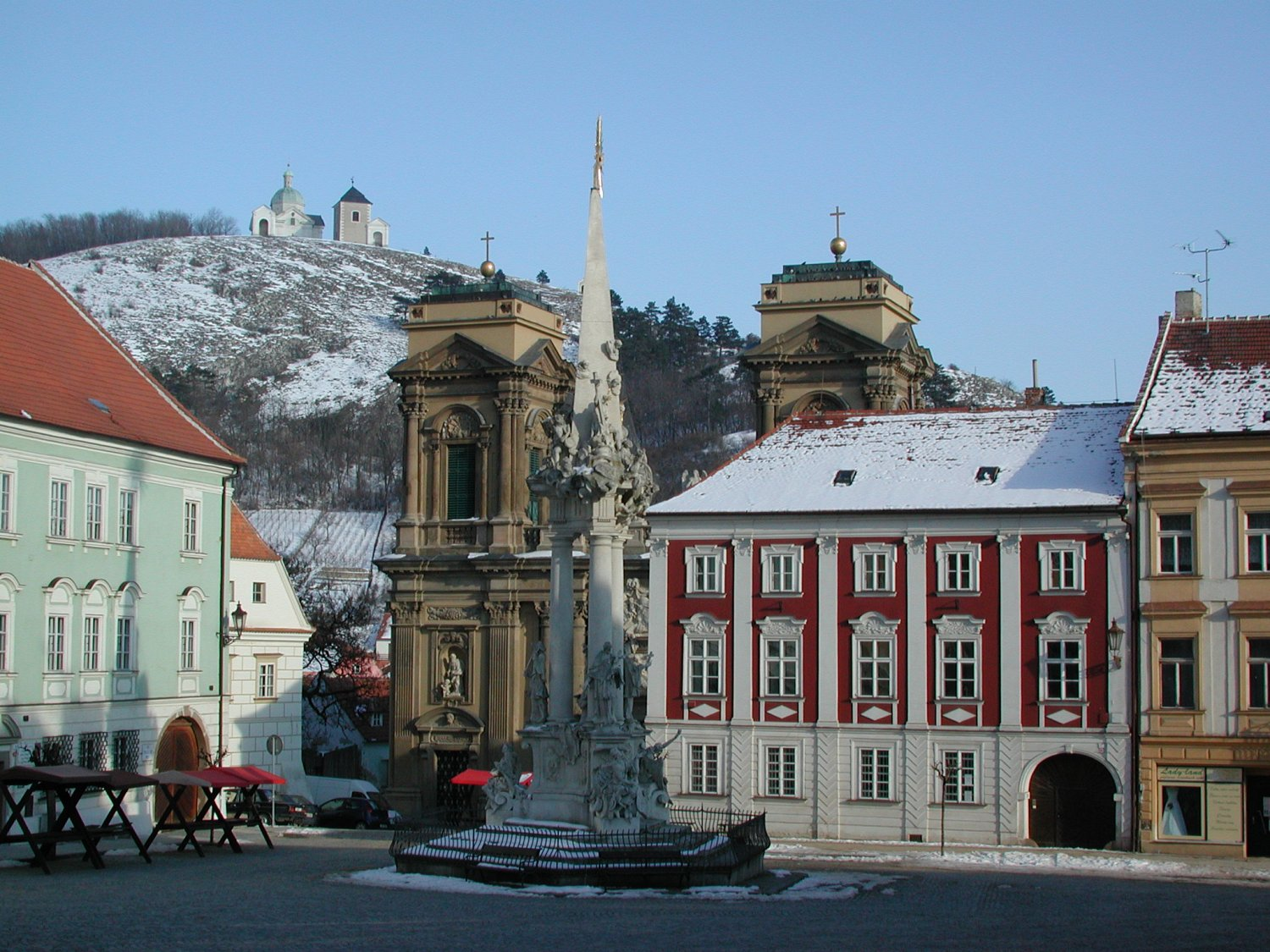
市街風景
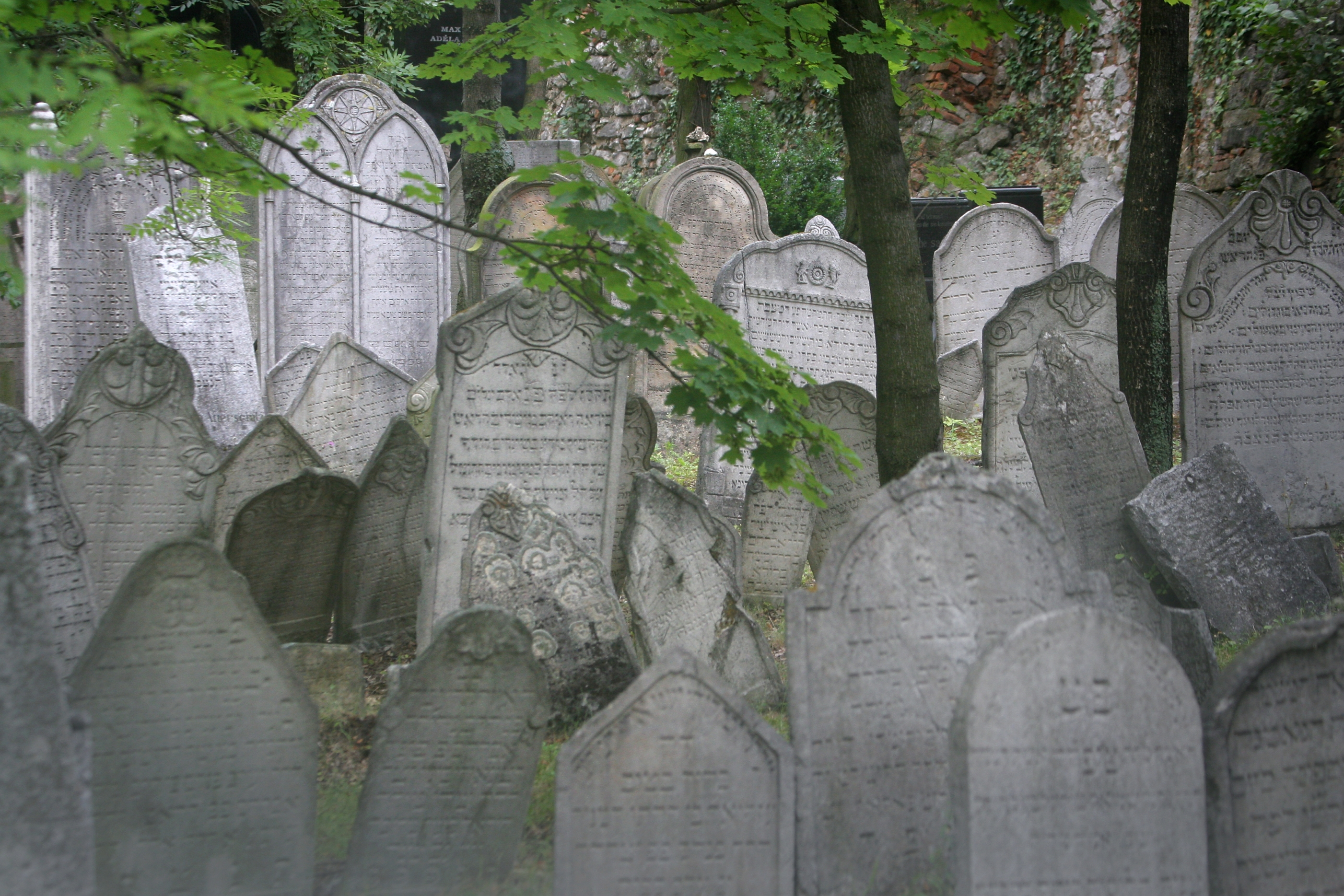
ユダヤ人墓地